# Phalacrus micans
Phalacrus micans is een keversoort uit de familie glanzende bloemkevers (Phalacridae). De wetenschappelijke naam van de soort werd in 1893 gepubliceerd door Guillebeau.